# Georg Carl von Haugwitz
Georg(e) Carl von Haugwitz, seit 1732 Graf von Haugwitz, (* 2. August 1674 in Tschistey, Fürstentum Glogau; † 1. Dezember 1745) war kursächsischer und polnisch-litauischer Generalmajor und Herr auf Pannwitz.

## Leben

### Herkunft
Georg von Hauwitz entstammte der schlesischen Linie des Adelsgeschlechts Haugwitz. Seine Eltern waren Tobias Wilhelm von Haugwitz (1628–1791), der Herr auf Tschistey, und Anna Barbara, geborene von Stössel. Am 4. Oktober 1723 wurde Georg Carl mit seinem Bruder Heinrich Wilhelm (* 1677) in den erblichen Freiherrnstand als Freiherr von Klein-Obisch erhoben.

### Karriere
Am 1. Mai 1700 wurde er zum Kapitän im Dragoner-Regiment (Weißenfels) sowie Rittmeister im Garde du Corps mit dem Rang eines Oberstleutnants erhoben. Er kämpfte in den Feldzügen in Italien, Ungarn, Livland und auf der Schitt.
Am 27. Januar 1734 wurde er zum Generalmajor befördert, war aber in diesem Rang nicht mehr militärisch tätig, sondern betätigte sich mit der Verwaltung seiner Güter in den Fürstentümern Liegnitz und Glogau. Bereits 1713 wurde er Landesältester des Fürstentums Glogau.

### Familie
1701 heiratete er Anna Helene von Haugwitz (1687–1741) aus dem Hause Klein-Obisch, beide wurden in der Kirche von Brauchitschdorf beigesetzt. Das Paar hatte fünf Söhne und zwei Töchter; vier Söhne starben jung, es verblieben:
- Friedrich Wilhelm (1702–1765). Da er in die Kaiserliche Armee eintrat und zugleich zum Katholizismus übertrat, wurde er von seinem Vater enterbt und das Lehen nach dem Übergang Schlesiens an Preußen 1742, vom König Friedrich II. eingezogen.[4]

⚭ 1731 Gräfin Maria Eleonora von Nostitz († 1736)
⚭ 1738 Gräfin Hedwig Theresia von Frankenberg
- Sophie Eleonore (* 1708)
- Elisabeth Henriette (* 1716)